# Bayerisches Mediengesetz
Das Bayerische Mediengesetz (BayMG) nimmt unter den Landesmediengesetzen eine Sonderstellung ein. Es regelt privates Rundfunkengagement in öffentlicher Verantwortung und öffentlich-rechtlicher Trägerschaft.

## Geschichtliches
Das Bayerische Mediengesetz (BayMG) vom 24. November 1992 (GVBl. S. 584) trat gem. seinem Art. 43 Abs. 1 Satz 1 am 1. Dezember 1992 in Kraft. Es löste das Medienerprobungs- und -entwicklungsgesetz (MEG) vom 22. November 1984 (GVBl. S. 455, ber. 546) in der Fassung der Neubekanntmachung vom 8. Dezember 1987 (GVBl. S. 431) ab, dessen Geltung als Versuchsgesetz in wesentlichen Teilen bis zum 1. Dezember 1992 befristet war (Art. 39 Abs. 2 MEG). Das BayMG wurde nach mehreren Änderungen am 22. Oktober 2003 (GVBl. S. 799) neu bekannt gemacht und seither mehrmals geändert. Die Änderung durch Gesetz vom 12. Juli 2016 (GVBl. S. 159) ist nicht unbedeutend. Ab dem 1. September 2016 werden alle Genehmigungen zur Verbreitung von Angeboten, wie Art. 26 BayMG überschrieben ist, unbefristet erteilt und die bestehenden, vormals befristet erteilten Genehmigungen werden durch Gesetzgebungsakt entfristet (Art. 26 Abs. 2 S. 2, nunmehr: Art. 25 Abs. 2 Satz 2 BayMG nF). Die Zuweisung von Übertragungskapazitäten erfolgt dagegen weiterhin nur auf Zeit (Art. 26 Abs. 2 S. 4, nunmehr: Art. 27 Abs. 1 S. 1 BayMG nF). Die Änderung durch Gesetz vom 13. Dezember 2016 (GVBl. S. 350) verlängert die Förderung des Lokalfernsehens aus staatlichen Haushaltsmitteln bis Ende 2020. Das weitere Änderungsgesetz vom 20. Dezember 2016 (GVBl. S. 427), das am 1. Januar 2017 in Kraft getreten ist, setzt die Vorgaben des BVerfG aus dem sog. ZDF-Urteil vom 25. März 2014 – 1 BvF 1, 4/11 (BVerfGE 136, 9) für den Medienrat der Landeszentrale und parallel für den Rundfunkrat des Bayerischen Rundfunks um. Mit Blick auf die seit 25. Mai 2018 wirkende Datenschutz-Grundverordnung, änderte Art. 39b des Bayerischen Datenschutzgesetzes (BayDSG) vom 15. Mai 2018 zahlreiche Gesetze; Art. 39b Abs. 18 BayDSG enthält – neben kleineren Anpassungen – vor allem die Neuregelung des Datenschutzes im Geltungsbereich des Bayerischen Mediengesetzes (Art. 20 BayMG). Durch das Änderungsgesetz vom 23. Dezember 2020 wurde der Aufgabenkatalog der Landeszentrale erweitert und die finanzielle Förderung des Lokal-/Regionalfernsehens aus staatlichen Haushaltsmitteln bis 31. Dezember 2024 verlängert; die gestaffelten Außerkrafttretensbestimmungen in Art. 40, 41 wurden entschlackt und zusammengefasst (Art. 40). Das Änderungsgesetz vom 24. März 2022 diente der Anpassung an die Vorschriften des am 7. November 2020 in Kraft getretenen Medienstaatsvetrags und wurde zugleich zum Anlass für eine Überarbeitung der Gesetzessystematik, eine Erweiterung der vielfaltssichernden Bestimmungen (Art. 4 BayMG) und eine Neuordnung des Zulassungsregimes (Art. 25-27 BayMG) genutzt.

## Privatfunk in öffentlich-rechtlicher Trägerschaft
Das „hinkend duale Rundfunkmodell“ bayerischer Provenienz ist in der deutschen Rundfunklandschaft ein Unikat. Es ist durch Art. 111a Abs. 2 Satz 1 der bayerischen Landesverfassung (Bayerische Verfassung [BV]) vorgegeben, eine Vorschrift, die ihr Entstehen einem erfolgreichen Volksbegehren in Bayern 1972 verdankt. Die öffentliche Verantwortung und öffentlich-rechtliche Trägerschaft nimmt die Bayerische Landeszentrale für neue Medien (BLM), eine rechtsfähige Anstalt des öffentlichen Rechts, wahr (Art. 2 Abs. 1 BayMG). Dieses auf einem landesverfassungsrechtlichen Verbot „echten“ Privatfunks fußende Modell löst zahlreiche rechtliche Fragen aus, die vor allem in den ersten 25 Jahren zu einer vergleichsweise großen Zahl von gerichtlichen Auseinandersetzungen geführt haben. Der Bayerische Verfassungsgerichtshof hat den Fortbestand dieses Rundfunkmodells zuletzt am 25. Februar 2021 bestätigt.

## Verhältnis zum Medienstaatsvertrag

### Normhierarchie
Der Rundfunkstaatsvertrag (RStV) wurde am 7. November 2020 durch den Medienstaatsvertrag vom 14./28. April 2020 (BayGVBl. S. 450) abgelöst, bei dem es sich – wie bei seinem Vorgänger – um einen zwischen Staaten, hier den Bundesländern, geschlossenen Vertrag handelt. Seine Regelungen erhalten Gesetzeskraft mit unmittelbarer Geltungswirkung gegenüber den Bürgern durch Zustimmungsgesetze oder Zustimmungsbeschlüsse der Landesparlamente. Der zwischen allen Bundesländern abgeschlossene Medienstaatsvertrag enthält somit bundeseinheitlich geltendes materielles Landesrecht. Als Landesgesetz steht er auf derselben normhierarchischen Stufe wie das BayMG. Nach dieser wohl noch herrschenden traditionellen Auffassung der Gleichrangigkeit staatsvertraglichen und sonstigen einfachgesetzlichen Landesrechts würde das jeweils speziellere dem allgemeineren und das jüngere dem älteren Gesetz vorgehen. Jüngeres staatsvertragswidriges Landesrecht würde nach dieser Auffassung zwar Ansprüche der Staatsvertragsparteien gegeneinander auslösen, aber die Geltung des staatsvertragswidrigen einfachen Landesgesetzes nicht in Frage stellen. In der neueren juristischen Literatur mehren sich allerdings Befürworter einer normhierarchischen Aufwertung staatsvertraglichen Landesrechts über (einfache) Landesgesetze. Im Streit um den Frequenzwechsel von BR-Klassik und BR Puls hat der VPRT ein Rechtsgutachten des Leipziger Rundfunkrechtlers Christoph Degenhart vorgelegt, der einen Vorrang des Staatsvertragsrechts aus dem Grundsatz „pacta sunt servanda“ ableiten will. Daneben gibt es den Ansatz, die Kollisionsregel in § 1 Abs. 2 RStV (nunmehr § 1 Abs. 2 MStV), wonach nur solches Landesrecht angewendet werden darf, das mit den Bestimmungen des Rundfunkstaatsvertrags nicht kollidiert, als Konkretisierung des verfassungsrechtlichen Bündnistreueprinzips zu deuten, und nicht nur gegenüber älterem, sondern auch gegenüber jüngerem entgegenstehenden Landesrecht zur Geltung zu bringen.

### Ausdrückliche Regelungen

#### Lückenfüllung
Ganz allgemein lässt § 1 Abs. 2 MStV gesetzliche Bestimmungen des Landesrechts zu, soweit der MStV selbst keine anderweitigen Regelungen für die Veranstaltung und Verbreitung von Rundfunk enthält oder solche Regelungen ausdrücklich zulässt. Eine „Lücke“ des MStV, der ersichtlich keine Regelungen über Versuche oder Pilotprojekte enthält, füllt bspw. Art. 30 BayMG mit besonderen Bestimmungen für zeitlich befristete Betriebsversuche und Pilotprojekte.

#### Zugelassene Sonderregelungen
Eine ausdrückliche Ermöglichung landesrechtlicher Sonderregelungen enthält bspw. § 73 MStV, der Werbeerleichterungen für lokale und regionale Fernsehprogramme (s. Art. 8 Abs. 2 BayMG) ermöglicht. Weitere landesrechtliche Bestimmungen über Ordnungswidrigkeiten lässt § 115 Abs. 1 Satz 3 MStV unberührt. Darüber hinaus wird die nicht abschließende Aufzählung der möglichen Aufsichtsmaßnahmen gegenüber nationalen Rundfunkveranstaltern in § 109 Abs. 1 Satz 2 MStV als eine solche Zulassung ergänzender landesrechtlicher Bestimmungen verstanden. Demgegenüber verbietet § 50 S. 3 MStV den am Staatsvertrag beteiligten Ländern, abweichende Regelungen zu den §§ 51, 53 bis 68 MStV in Landesgesetzen zu treffen.

#### Die Bayernklausel
Davon abgesehen enthält § 122 MStV eine sog. Bayernklausel, die den landesverfassungsrechtlichen Besonderheiten Rechnung trägt. Dazu gehört einmal, dass die Bestimmungen des MStV über private Rundfunkveranstalter auf die Rundfunkanbieter nach bayerischem Recht (nur) entsprechend anwendbar sind, und zum anderen, dass die BLM von den Restriktionen des § 112 MStV für die Verwendung der Rundfunkbeitragsmittel (vormals: Rundfunkgebührenmittel) befreit ist. Die BLM darf z. B., ohne durch § 69 Satz 2 MStV gehindert zu sein, private Rundfunkangebote in ihrer Trägerschaft aus Rundfunkbeitragsmitteln fördern. Eine weitere Ausnahme wurde als § 63 Satz 3 a. F. (nunmehr § 122 Satz 3 MStV) durch den 10. Rundfunkänderungsstaatsvertrag vom 19. Dezember 2007 eingefügt: Bayern ist von dem strikten Verbot politischer Werbung (§ 8 Abs. 9 Satz 1 MStV) befreit, das außerhalb der zugelassenen Wahlwerbung in Vorwahlzeiten (vgl. § 68 Abs. 2 MStV) gilt. Diese Erweiterung geht auf eine Popularklageentscheidung des Bayerischen Verfassungsgerichtshofs (BayVerfGH) vom 25. Mai 2007 zurück. Der BayVerfGH hat die Transformation der staatsvertraglichen Bestimmung in unmittelbar geltendes Landesrecht am Maßstab der BV überprüft und den entsprechenden Landtagsbeschluss für teilweise nichtig erklärt. Inzwischen lässt Art. 5 Abs. 5 BayMG in Abweichung von § 8 Abs. 9 Satz 1 MStV in bestimmtem Umfang Werbung aus Anlass eines zugelassenen Volksbegehrens und eines Volksentscheids in Bayern zu.

## Verhältnis zum Grundgesetz
Das öffentlich-rechtliche Trägerschaftsmodell für privates Rundfunkengagement in Bayern ist mit Art. 5 Abs. 1 Satz 2 GG (Rundfunkfreiheit) vereinbar. Das Bundesverfassungsgericht (BVerfG) hat lediglich die Rechtsprechung des BayVerfGH korrigiert, der den privaten Anbietern nach bayerischem Medienrecht den Schutz des Grundrechts der Rundfunkfreiheit nicht zuerkannt hatte.

## Verhältnis zum Kartellrecht
Grundsätzlich haben Kartellrecht und Medienrecht unterschiedliche Regelungsbereiche und sind nebeneinander anzuwenden. Es gibt aber Schnittmengen. Das BayMG enthielt bis zum Inkrafttreten des Änderungsgesetzes vom 12. Juli 2016 (GVBl. S. 159) z. B. Vorschriften zur Zusammenarbeit von Rundfunkanbietern (s. Art. 25 Abs. 4 Satz 4 BayMG a. F.), die in Konflikt mit kartellrechtlichen Bestimmungen geraten konnten; die zurückgenommene Kann-Bestimmung in Art. 27 Abs. 3 Satz 2 BayMG n. F. reduziert das Konfliktpotenzial beträchtlich. Eine vorschnelle Anwendung von Art. 31 GG (Bundesrecht bricht Landesrecht) erscheint für Konfliktlösungen unangebracht, denn er kann nicht für kompetenzwidriges Bundesrecht gelten. In diesem Zusammenhang erhält die Tatsache Gewicht, dass die Länder die ausschließliche Gesetzgebungskompetenz für das Rundfunkwesen haben. Die Ausgestaltung der positiven Rundfunkordnung ist dem Bundesgesetzgeber aus kompetenzrechtlichen Gründen verwehrt. Er darf dazu keine anderen Kompetenztitel, z. B. für das Wirtschaftsrecht (Art. 74 Abs. 1 Nr. 11 GG) oder die Verhütung des Missbrauchs wirtschaftlicher Machtstellung (Art. 74 Abs. 1 Nr. 16 GG), missbrauchen. Im Rahmen seiner ausschließlichen Zuständigkeit für die Ausgestaltung der positiven Rundfunkordnung ist der Landesgesetzgeber qua Annexkompetenz befugt, solche wirtschaftsrechtlichen Sachverhalte mitzuregeln, die einen untrennbaren Zusammenhang mit der Rundfunkorganisation haben. Die aus rundfunkorganisatorischen Gründen notwendigen rundfunkrechtlichen Wettbewerbsregeln sind im Konfliktfall mit den allgemeinen kartellrechtlichen Bestimmungen wie ein spezielleres Gesetz vorrangig anzuwenden. In diesem Bereich kann das Bundesgesetz die landesrechtliche Norm aus kompetenzrechtlichen Gründen nicht derogieren.

## Verhältnis zu Europarecht
Rundfunkrecht wird nicht unwesentlich durch europarechtliche Vorgaben determiniert. Richtlinien wie die über audiovisuelle Mediendienste (AVMD-RiL) bedürfen zu ihrer Geltung der Umsetzung in nationales Recht. Sie finden ihren Weg nach Bayern regelmäßig über den MStV, der nach Ratifizierung durch alle Landesparlamente in allen Bundesländern unmittelbar gilt. Zunehmend greift der europäische Normgeber auf das Regelungsinstrument der Verordnung zurück, die anders als Richtlinien keines Umsetzungsaktes der nationalen Gesetzgeber mehr bedarf, sondern in allen EU-Mitgliedsstaaten unmittelbar geltendes Recht darstellt. Hierzu gehört z. B. die Datenschutz-Grundverordnung, die seit dem 25. Mai 2018 unmittelbar gilt, oder der Digital Services Act, der ab dem 17. Februar 2024 in allen Mitgliedsstaaten der EU unmittelbare Geltung beansprucht. Ungeachtet der unmittelbaren Geltung sind nicht alle Bestimmungen ohne weitere nationale Durchführungsbestimmungen umsetzbar. Der Entwurf eines Gesetzes zur Durchführung der Verordnung (EU) 2022/2065 des Europäischen Parlaments und des Rates vom 19. Oktober 2022 über einen Binnenmarkt für digitale Dienste und zur Änderung der Richtlinie 2000/31/EG sowie zur Durchführung der Verordnung (EU) 2019/1150 des Europäischen Parlaments und des Rates vom 20. Juni 2019 zur Förderung von Fairness und Transparenz für gewerbliche Nutzer von Online-Vermittlungsdiensten und zur Änderung weiterer Gesetze wurde am 18. Januar 2024 in erster Lesung im Bundestag beraten. Art. 1 dieses Gesetzes enthält das neue Digitale-Dienste-Gesetz (DDG), das das Telemediengesetz (TMG) ablösen wird. Daraus ergibt sich die Notwendigkeit, alle Verweisungen in Rundfunkgesetzen auf das TMG an das neue DDG anzupassen. Im Bundesrecht wird der Ausdruck "Telemedien" durch "Digitale Dienste" ersetzt.

### Der öffentlich-rechtliche Trägerschaftsvorbehalt
Interessant ist die Frage, ob das Rechtsformmonopol (Rundfunkveranstaltung ausschließlich in öffentlich-rechtlicher Trägerschaft) mit Art. 10 EMRK vereinbar ist. Die EMRK hat in der Bundesrepublik Deutschland den Rang eines Bundesgesetzes und geht bayerischem Landesrecht vor. Die im vorigen Abschnitt über das Kartellrecht erörterte Tatsache, dass der Bundesgesetzgeber nach der Kompetenzverteilung des Grundgesetzes nicht befugt ist, die Rundfunkordnung zu gestalten, hat für die Anwendbarkeit des Art. 31 GG (Bundesrecht bricht Landesrecht) im Verhältnis von EMRK und BV sowie BayMG keine Bedeutung. Indes liegt eine Unvereinbarkeit von Art. 111a Abs. 2 Satz 1 BV mit Art. 10 EMRK entgegen der Ansicht von Stefan Lorenzmeier nicht vor. Maßgeblich für die Europarechtskonformität ist die Tatsache, dass die bayerischen Rundfunkanbieter sich mit grundrechtlicher Absicherung an dem in Trägerschaft der BLM veranstalteten Rundfunk beteiligen können.
Dadurch unterscheidet sich das bayerische Modell wesentlich von dem Sachverhalt, der dem Urteil des Europäischen Gerichtshofs für Menschenrechte (EGMR) vom 24. November 1993 im Fall Informationsverein Lentia gegen Republik Österreich zugrunde lag.

### Sitz in Deutschland als Genehmigungsvoraussetzung
Bis zum 31. August 2016 war in Art. 26 Abs. 1 Satz 1 Nr. 1 BayMG ein Sitz in Deutschland als Genehmigungsvoraussetzung festgeschrieben. Seit Inkrafttreten des Änderungsgesetzes vom 12. Juli 2016 wurde die Restriktion fallengelassen; seither ist ein Sitz in einem sonstigen EU-Mitgliedsstaat oder einem anderen Vertragsstaat des Abkommens über den Europäischen Wirtschaftsraum ausreichend (Art. 25 Abs. 2 Nr. 1 BayMG n. F.). Denkbare Konflikte mit dem Europarecht sind damit ausgeräumt.

### Örtlicher Bezug der Anbieter zum Sendegebiet
Auch der vormalige Regelvorrang von Anbietern mit örtlichem Bezug zum Sendegebiet (Art. 25 Abs. 4 Satz 3 BayMG a. F.) wurde entschärft. Nunmehr ist der örtliche Bezug zum Sendegebiet nur noch eins von mehreren Auswahlkriterien bei der Entscheidung über die Zuweisung von Übertragungskapazitäten und ist nicht mehr auf den Antragsteller, sondern auf das Angebot bezogen (Art. 27 Abs. 2 Satz 2 BayMG n. F.). Eine Behinderung des freien Dienstleistungsverkehrs kann darin nicht erblickt werden. Allerdings sollte auch schon die vormalige Regelvorgabe einer bevorzugten Berücksichtigung örtlich verwurzelter Antragsteller die qualifizierte Erfüllung der Informationsaufgabe vor allem lokaler und regionaler sowie landesweiter Anbieter sicherstellen. Sie bot schon damals genügend Flexibilität bei der praktischen Umsetzung, um europarechtswidrige Ergebnisse zu vermeiden, zumal der örtliche Bezug als gesetzliche Vermutung besonderer Sachnähe eines Bewerbers nicht absolut galt und dem Gebot der Pluralismussicherung untergeordnet blieb. Durch die Neuregelung wurden etwaige Restbedenken gegen die Europarechtskonformität der Bestimmung beseitigt.

### Förderung aus staatlichen Haushaltsmitteln
Schließlich wirft die Förderung der lokalen und regionalen Fernsehanbieter aus Haushaltsmitteln des Freistaates Bayern beihilferechtliche Fragen auf. Die Förderung kommt Anbietern zugute, die auf Grundlage des Art. 23 BayMG mit einer besonderen Programmleistung zur Erfüllung lokaler/regionaler Informationsinteressen betraut sind. Ohne Widerspruch zum verfassungsunmittelbaren allgemeinen Grundversorgungsauftrag der gebührenfinanzierten öffentlich-rechtlichen Rundfunkanstalten kann festgestellt werden, dass die Programmleistung der betrauten lokalen/regionalen Fernsehanbieter in Bayern lokale Grundversorgungsfunktion erfüllt. Damit ist ihnen eine Dienstleistung von allgemeinem wirtschaftlichem Interesse, in der deutschen verwaltungsrechtlichen Nomenklatur: eine Aufgabe der Daseinsvorsorge, übertragen. Solange keine Überkompensation des zur Aufgabenerfüllung erforderlichen Aufwandes erfolgt, ist die Förderung aus staatlichen Haushaltsmitteln europarechtlich unbedenklich. Aus beihilferechtlicher Sicht spielt es übrigens keine Rolle, ob der Staat Beihilfen an öffentlich-rechtliche oder private Rundfunkveranstalter leistet. Entscheidend ist die Betrauung mit einer klar abgegrenzten Dienstleistung von allgemeinem wirtschaftlichem Interesse.

## Gliederung des Gesetzes
Erster Abschnitt
Allgemeine Vorschriften
Art. 1 Anwendungsbereich, Begriffsbestimmungen
Art. 2 Öffentlich-rechtliche Trägerschaft, Organisation
Art. 3 Programme
Art. 4 Ausgewogenheit des Gesamtangebots, Meinungsvielfalt, Informationsvielfalt
Art. 5 Programmgrundsätze, Meinungsumfragen, Drittsenderechte
Art. 6 Unzulässige Sendungen, Jugendschutz
Art. 7 Kurzberichterstattung, Übertragung von Großereignissen
Art. 8 Werbung, Teleshopping
Art. 9 Sponsoring, Gewinnspiele
Zweiter Abschnitt
Bayerische Landeszentrale für neue Medien
Art. 10 Rechtsform, Organe
Art. 11 Aufgaben
Art. 12 Medienrat
Art. 13 Mitglieder des Medienrats
Art. 14 Verwaltungsrat
Art. 15 Präsident
Art. 16 Anordnungen
Art. 17 Beschwerderecht
Art. 18 Gegendarstellung
Art. 19 Rechtsaufsicht
Art. 20 Datenschutz
Art. 21 Finanzierung, Haushaltsführung, Rechnungsprüfung
Art. 22 Kosten
Dritter Abschnitt
Förderung von lokalen und regionalen Fernsehangeboten, Organisation und Genehmigung von Rundfunkprogrammen
Art. 23 Förderung von lokalen und regionalen Fernsehangeboten
Art. 24 Anbieter
Art. 25 Genehmigungspflichtige Rundfunkangebote
Art. 26 Genehmigungsfreiheit
Art. 27 Zuweisung von Übertragungskapazitäten
Art. 28 Satzungsbefugnis
Art. 29 Auskunftspflicht, Aufzeichnungspflicht, Archivierung
Vierter Abschnitt
Pilotprojekte, Betriebsversuche
Art. 30 Pilotprojekte, Betriebsversuche
Fünfter Abschnitt
Zuordnung technischer Übertragungskapazitäten
Art. 31 Genutzte Übertragungskapazitäten
Art. 32 Zuordnung neuer Übertragungskapazitäten
Sechster Abschnitt
Kabelanlagen
Art. 33 Betrieb von Kabelanlagen
Art. 34 Vielfaltssicherung in Kabelanlagen
Art. 35 Weiterverbreitung
Siebter Abschnitt
Übergangs- und Schlussbestimmungen
Art. 36 Strafbestimmung, Ordnungswidrigkeiten
Art. 37 Verjährung
Art. 38 Keine aufschiebende Wirkung
Art. 39 Inkrafttreten, Außerkrafttreten